# Ouse River (Derwent River)
Der Ouse River (oder auch River Ouse) ist ein Fluss im Zentrum des australischen Bundesstaates Tasmanien.

## Geografie

### Flusslauf
Der 131 Kilometer lange Ouse River entsteht in den Julian Lakes nordöstlich des Walls-of-Jerusalem-Nationalparks. Von dort fließt er nach Südosten durch den Lake Augusta und dann weiter nach Süden. Rund zwei Kilometer südlich der Siedlung Ouse mündet er in den Meadowbank Lake und damit in den Derwent River.

### Nebenflüsse mit Mündungshöhen
Er hat folgende Nebenflüsse:
- James River – 1157 m
- Bashan Plains Rivulet – 320 m
- Boggy Marsh Rivulet – 271 m
- Shannon River – 264 m
- Trap Hut Creek  – 242 m
- Ashton Creek – 140 m
- Kenmere Creek – 92 m

### Durchflossene Seen
Er durchfließt folgende Seen:
- Julian Lakes – 1206 m
- Lake Augusta – 1157 m
- Meadowbank Lake – 79 m